# Владивостокский трамвай
Владивосто́кский трамва́й — старейшая трамвайная система в азиатской части России, первый трамвай вышел на улицы Владивостока 9 октября 1912 года.
С 10 июля 2010 года во Владивостоке действует только один трамвайный маршрут – № 6: «Минный городок — Сахалинская».

## История

### В период Российской Империи

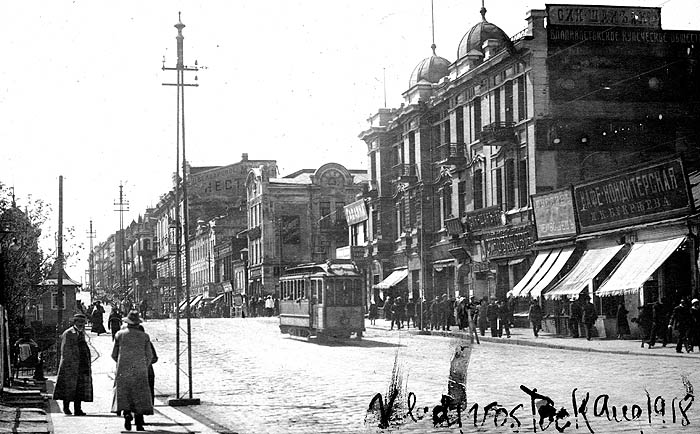
Трамвайный вагон метровой колеи на Светланской ул., 1910-е гг.

Первая трамвайная линия «Вокзал» — «Луговая» была заложена 23 июня 1908 года, строительство велось бельгийской электрической компанией, выигравшей тендер, объявленный городской думой.
4 года спустя по ней прошёл первый трамвай маршрута № 1. Всего на маршрут выходило 5 вагонов. Подвижной состав составляли деревянные вагоны бельгийского производства. Владивосток стал первым городом на Дальнем Востоке, где появился электротранспорт. Сохранилась фамилия первого водителя трамвая — Вигурский.
Первое трамвайное депо располагалось на Луговой и было ликвидировано только в конце XX века.
В 1915—1917 годах была сооружена линия «Вокзал» — «Первая Речка», в конечной точке которой было построено второе депо (снесённое в 1998 году). К тому времени протяжённость трамвайных путей составила 11 километров, а подвижной состав увеличился до 14 вагонов.

### В период СССР

Пять трамвайных вагонов на пл. Борцов за Власть Советов на Дальнем Востоке, лето 1978 г.

В годы советской власти бельгийские трамваи заменили сначала на списанные вагоны из Харькова, а впоследствии на трамваи чешской фирмы «Шкода». Однако эта модель имела слабые тормоза, что в условиях горного рельефа города привело к нескольким авариям.
В 1934 году началась широкомасштабная реконструкция трамвайных путей, в ходе которой трамваи были переведены с метровой колеи на русскую колею 1524 мм. При этом не только расширили колею, но и перенесли пути на другие улицы. В частности, с Китайской улицы (ныне начало Океанского проспекта) пути были перенесены на улицу 25-го Октября (ныне Алеутскую), а на Луговой отрезок трамвайных путей был перенесён с Ленинской (ныне Светланской) на Ивановскую улицу. Одновременно маршрут № 2 был продлён от Первой Речки до Рабочей Слободки (ныне 3-я Рабочая).
Наступившая Великая Отечественная война надолго остановила развитие трамвайной инфраструктуры.
К концу 1960-х годов колея от Луговой была продлена в двух направлениях (до Минного городка и Сахалинской улицы) и были запущены маршруты:
- № 4: «Вокзал» — «Сахалинская»
- № 5: «Вокзал» — «Минный городок»
- № 6: «Сахалинская» — «Минный городок»

В 1980-х годах линия от 3-й Рабочей была продлена до гормолококомбината и появился маршрут № 7 — «Вокзал» — «Молокозавод». В 1991 году этот маршрут был продлён до остановки «Баляева». При этом остановки «Баляева» и «Минный Городок» расположились на разных склонах одной сопки, почти закольцевав трамвайные маршруты, от одной из этих остановок до другой можно добраться пешком менее чем за 10 минут.

Трамваи на улицах Владивостока в 1982 году
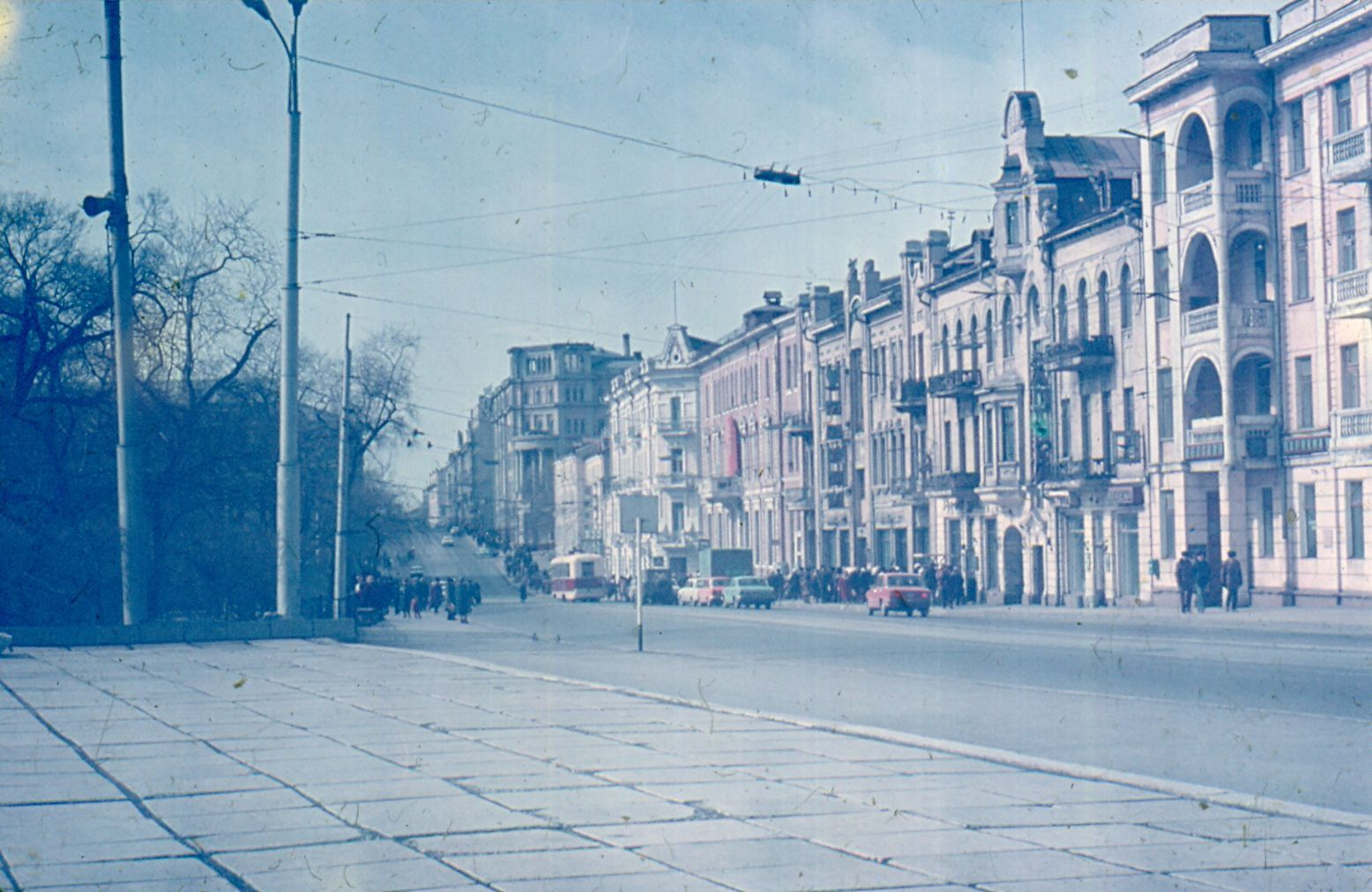
Трамвай на Ленинской ул., февраль 1982 г.
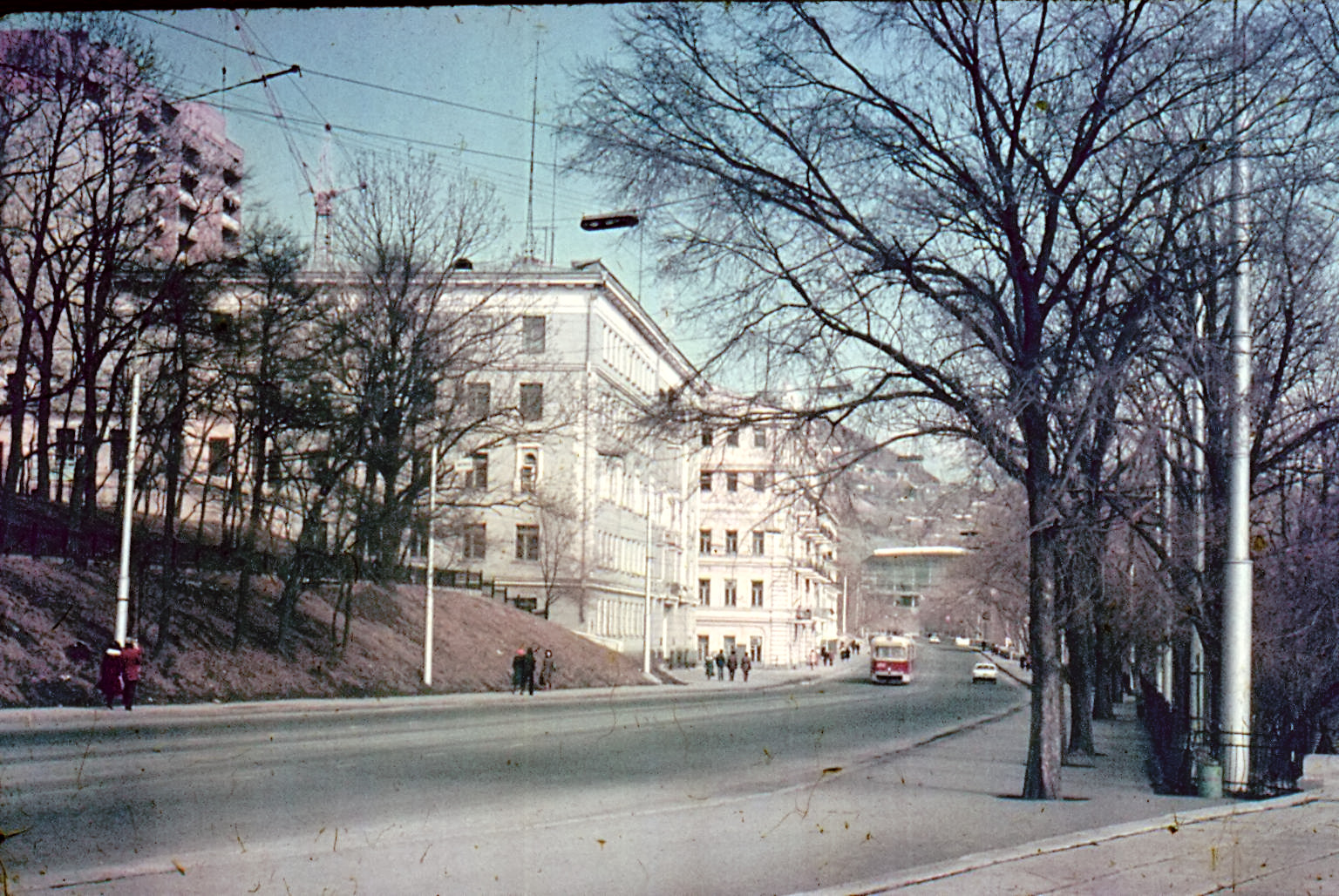
На заднем плане — Владивостокский цирк, февраль 1982 г.
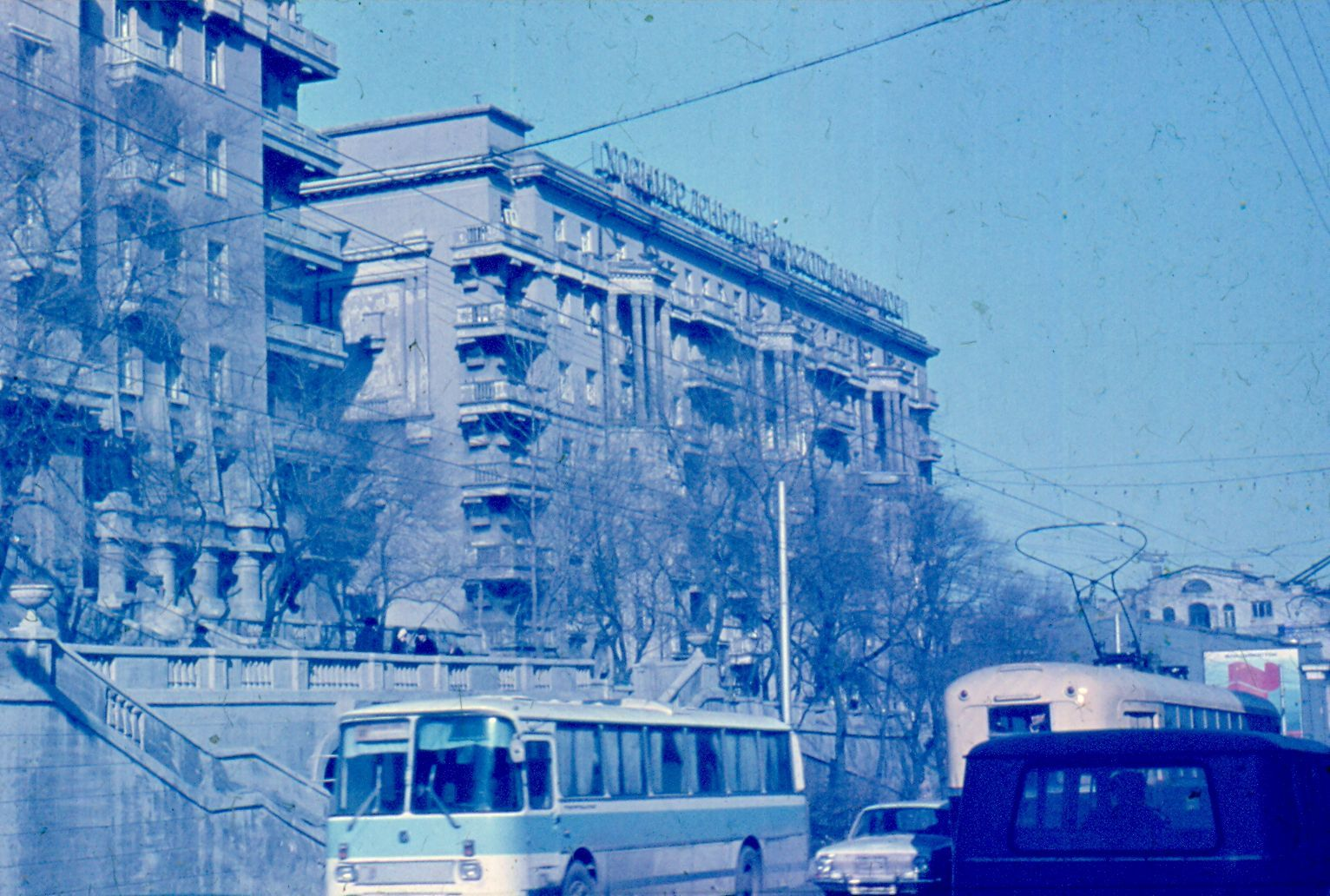
Трамвай на ул. 25-го Октября, февраль 1982 г.

### В период Российской Федерации

Схема путей Владивостокского трамвая, максимальное развитие.

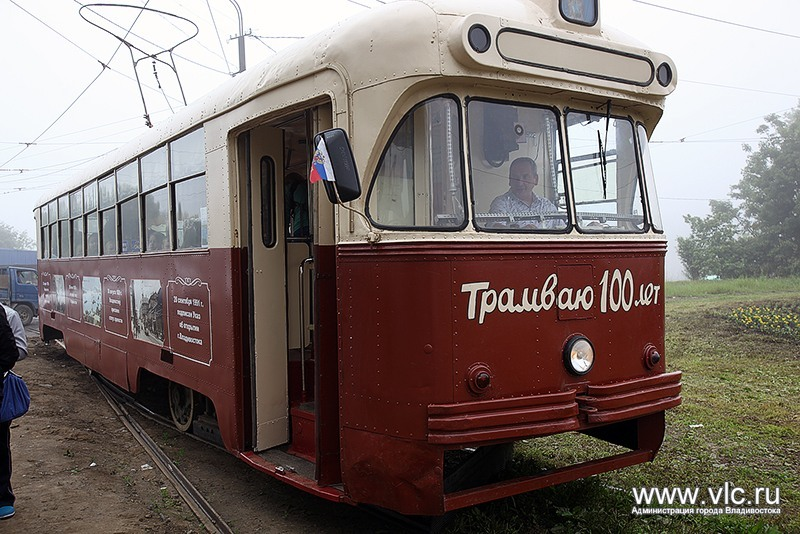
Трамвай РВЗ-6М2, оформленный в честь 100-летия трамвая

В 1991 году трамвайная система достигла наибольшего развития. Протяжённость линий (по оси улиц) составила 18,4 км и сохранялась на этом уровне до 2009 года. Насчитывалось 5 маршрутов
После 1991 года трамвайные пути особым изменениям не подвергались. Были демонтированы разворотные кольца на Первой Речке и Молокозаводе (в связи с продлением ветки до «Баляева»).
С 1994 по 2002 годы в трамваях Владивостока была полностью отменена плата за проезд. Мэр города Виктор Черепков мотивировал своё решение экономией на контролёрах, которые, в условиях массового безбилетного проезда и множества категорий льгот, были неэффективны. Таким образом, трамвай стал полностью содержаться на средства городского бюджета.

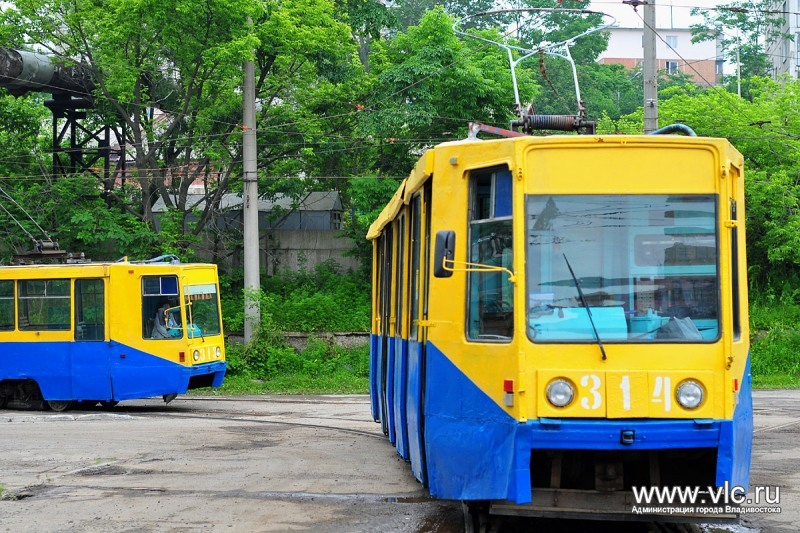
Трамваи КТМ-8 на разворотном кольце, 2013 год

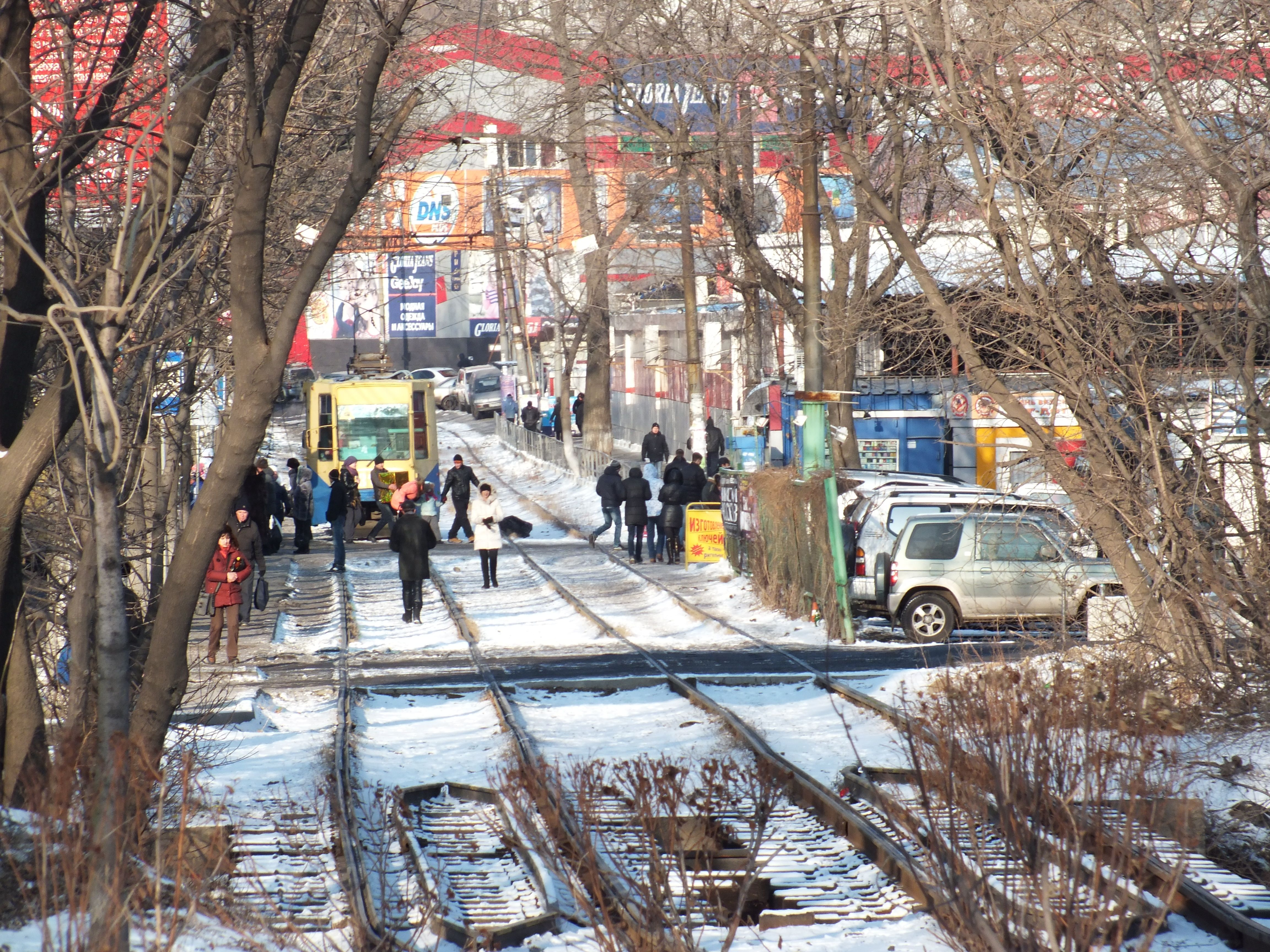
Владивостокский трамвай в 2014 году. Остановка «Спортивная»

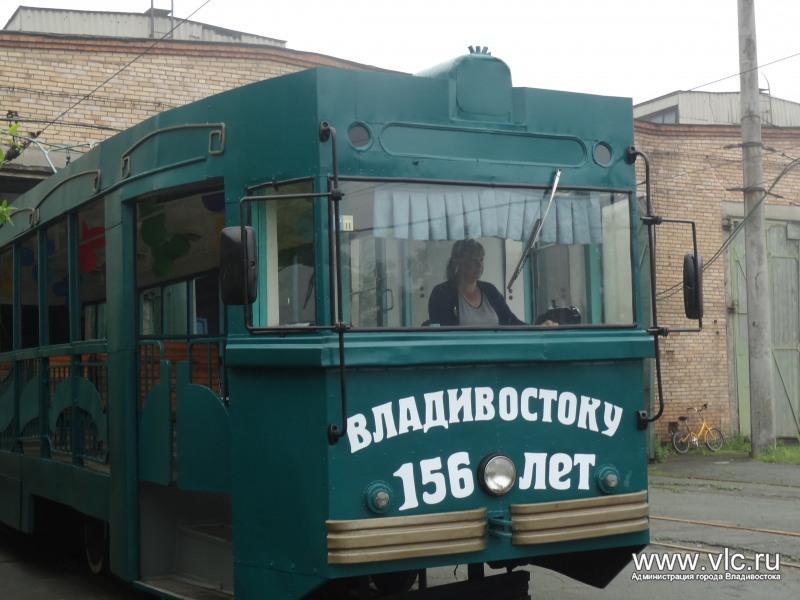
Трамвай РВЗ-6М2 № 251 с открытым правым бортом, оформленный в честь 156-летия Владивостока

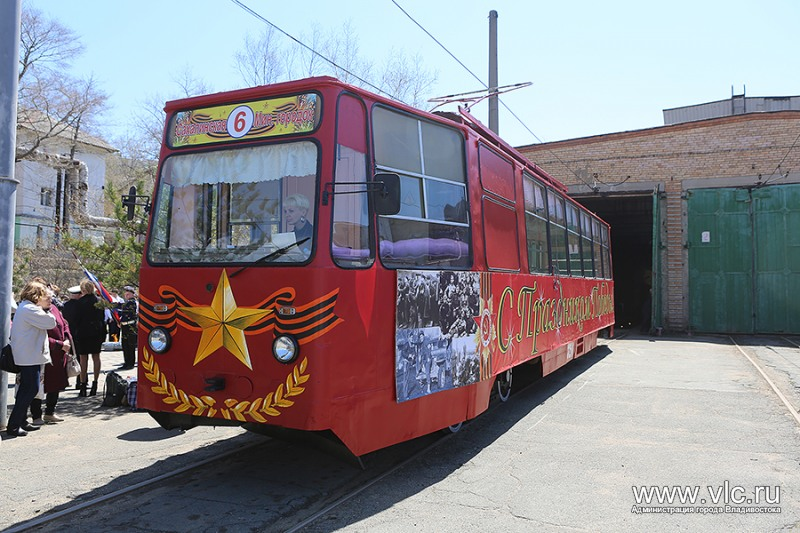
Трамвай ЛМ-93 № 320, оформленный в честь победы СССР в Великой Отечественной войне

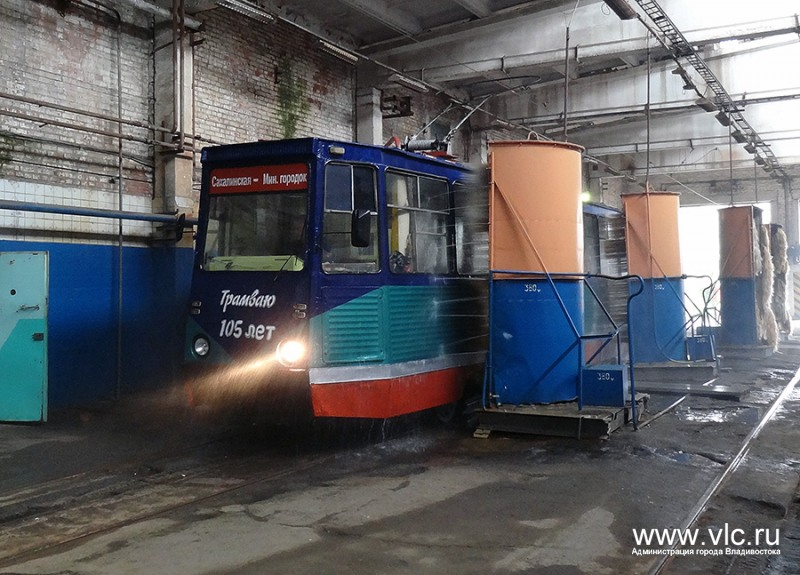
Трамвай КТМ-5 № 297 на мойке в депо, оформленный в честь 105-летия Владивостокского трамвая

2006 год ознаменовался сразу несколькими событиями. С конца сентября трамваи № 4 и 5 стали ходить только с 5 до 10 утра (до этого ограничений не было). Изначально было объявлено, что это временно, в связи с дорожными работами. Однако уже в начале октября стало известно, что такой график движения будет постоянным.
В 2007 году было демонтировано разворотное кольцо на «Луговой», следствием чего стало закрытие маршрута № 5, так как движение с Минного Городка в сторону Вокзала стало невозможным.
В 2008 году появились слухи о планах администрации города ликвидировать трамвайный маршрут № 7 в связи с изменением в будущем схемы движения транспорта в центре города и перевести маршрут № 6 на однопутную линию с целью расширения дорожного полотна на улице Спортивной.
Однако уже в октябре 2008 года мэром города были озвучены планы по полной ликвидации в ближайшее время трамвайного движения в городе в связи с очень высокой стоимостью вагонов, равно как и троллейбусов, по сравнению со стоимостью новых автобусов. По словам мэра, для города предпочтительнее закупать автобусы, часть из которых в будущем можно будет перевести на газовое топливо.
В ноябре 2008 года местами были отремонтированы трамвайные пути. Однако вскоре на одном из отремонтированных участков — в районе остановки «Некрасовская» — за одну неделю произошло 3 схода вагонов с рельс, в связи с чем пути на этом участке были признаны сильно изношенными, и было принято решение закрыть с 4 декабря на неопределённый срок маршрут № 7. Правда, с 11 декабря движение всё же было восстановлено, но лишь на части маршрута — на участке от 3-й Рабочей ул. до ул. Баляева (маршрут № 10). Ремонт участка в районе «Некрасовской» и «Первой речки» производился ещё 2 недели. Маршрут № 7 собирались запускать уже только в 2009 году. Но 25 декабря движение было восстановлено.
24 апреля 2009 года на совещании работников предприятия «Электрический транспорт» были озвучены планы администрации по закрытию трамвая и замене его троллейбусом.
26 мая 2009 года администрацией города были озвучены новые планы по реорганизации трамвайно-троллейбусного движения. Трамвайные пути со Светланской, Алеутской улиц и Океанского проспекта (вплоть до Первой речки и Некрасовского путепровода) планируется убрать, потому что «трамвай на этих участках дороги создает рваный поток движения, а из-за наличия трамвайных путей на Алеутской улице невозможно осуществить одностороннее движение».
Там, где пути находятся обособленно от дорожного полотна (Сахалинская ул., ул. Борисенко, Луговая ул., ул. Баляева, ул. Жигура, 3-я Рабочая ул., «Народный просп.» (до Некрасовского путепровода), трамвай решено сохранить. Разворотные кольца 6-го маршрута на «Минном городке» и 7-го маршрута на ул. Баляева предлагается соединить путём прокладки тоннеля по ул. Баляева. Под некрасовским путепроводом будет построено новое разворотное кольцо.
Таким образом, планировалось из трёх маршрутов сделать один, который будет осуществлять перевозку пассажиров по направлению Сахалинская — Некрасовская с сохранением разворотного кольца на 3-й Рабочей.
Заменить трамвай на улицах Некрасовская, Первая речка, Алеутская, Светланская предполагалось троллейбусом.
Причины, по которым трамвай собираются заменять троллейбусом — строительство моста через бухту Золотой Рог. Именно на этих участках будет осуществляться движение транспорта к мосту.
Трамвайные пути были демонтированы, троллейбус запущен не был. Таким образом, остался единственный маршрут № 6 Сахалинская — Минный Городок.
6 июля 2009 года было принято решение о полном закрытии трамвайного движения во Владивостоке. Альтернативой трамваям были предложены автобусы, работающие на газе (в направлении Владивостока строится газопровод). Детали решения мэр города раскрыл в ходе прямой линии, организованной газетой «Владивосток». Как рассказал глава города, трамваи уже стали редкостью на центральной улице города — Светланской. Затем под сокращение попадёт линия Баляева — Сахалинская, это должно помочь с ликвидацией транспортного затора в районе Спортивной улицы. «В перспективе мы планируем перевести на газ весь общественный транспорт, — уточнил мэр. — Трамваи мы оставим на определённых маршрутах, чтобы, так сказать, сохранить городской колорит. Мы хотим пустить трамвай по Корабельной набережной. И сейчас рассматриваем такой вариант. Маршрут будет не слишком длинным — 3—4 остановки».
Ликвидация трамваев началась 26 июля 2009 года, в связи с ДТП: у трамвая, двигавшегося по спуску с Первой Речки к остановке «Дальпресс», отказала система торможения, в результате чего он сошёл с рельс.
- Пострадали автомобили: Honda Avancier, CRV и её автовладелец.
- Пострадал также придорожный магазин: кирпичные парапеты крыльца снесены практически до основания.

В результате происшествия движение трамваев по седьмому маршруту было закрыто, а в администрации города решался вопрос о полном демонтаже рельс на данных участках дороги. Длина закрытой линии составила 7,7 км, в эксплуатации осталось 10,7 км.
15 августа 2009 года начался демонтаж трамвайных путей закрытого маршрута № 7. Демонтаж начался на пересечении Светланской и Алеутской улиц. Демонтирован был поворот с Светланской на Алеутскую улицу и прямое направление по Алеутской в сторону Вокзала.
11 сентября 2009 года начался демонтаж трамвайных путей на участке между разворотным кольцом 3-й Рабочей и остановкой «Жигура». Было демонтировано пересечение рельс с проезжей частью.
В еженедельнике «Аргументы и факты» за 11 ноября 2009 г. появилась заметка: «Трамвай маршрута № 7 на 99 % восстановлен не будет. Демонтаж путей планируется не раньше весны 2010 г.».
24 октября 2009 года прокуратурой г. Владивостока было опротестовано решение мэра Игоря Пушкарева о закрытии трамвайного маршрута № 7.
Кроме того, думой г. Владивостока было вынесено постановление о восстановлении данного маршрута, либо замене его альтернативным видом транспорта.
В городской думе был разработан проект, согласно которому маршрут трамвая № 7 должен быть заменен троллейбусом. В ноябре гордумой
было выделено более 30 млн руб на закупку новых троллейбусов до конца 2009 года, однако троллейбусы закуплены не были.
5 декабря 2009 года, после обильного снегопада во Владивостоке прекратилось трамвайное движение.
7 декабря пути по маршруту № 6 были расчищены, и работа трамваев по данному маршруту была восстановлена. Из-за сильного циклона и моментального обледенения дорожного полотна, трамвайный маршрут № 4 запустить не удалось (стрелка оказалась под 30-сантиметровым слоем льда).
К 16 декабря силами сотрудников ОАО «Электротранспорт» пути по 4-му маршруту были расчищены, кое-где восстановлена контактная сеть. В этот же день трамвай 4-го маршрута возобновил свою работу.
С 18 мая по 4 июня 2010 года был произведен демонтаж трамвайных путей по ул. Алеутской. Был демонтирован участок от перекрестка улиц Светланской/Алеутской до перекрестка Океанского проспекта/Алеутской. Демонтирована контактная сеть. КС разобрана на всём протяжении 7-го маршрута. На 4 маршруте существуют фрагменты контактной сети.
8 июля 2010 года и. о. главы города Наталья Войновская подписала постановление, согласно которому с 10 июля был закрыт маршрут трамвайного движения № 4 «Сахалинская — Вокзал». Решение обосновывалось целью обеспечения безопасности дорожного движения. С 10 июля в центре города введена новая схема движения, в которую «четверка» не вписалась. Трамвайная сеть сократилась вдвое, с 10,7 км до 5,2 км.
27 июля 2010 года на совещании под руководством мэра Пушкарева специалисты обсудили проекты реконструкции узла дорожной сети, состоящей из ул. Борисенко — ул. Фадеева — Спортивной ул. В одном из трех представленных на обсуждение проектов реконструкции рассматривалась возможность демонтажа трамвайных путей по улицам Борисенко и Спортивная.
В начале августа 2010 года на трамвайном кольце «3-я Рабочая» закрытого маршрута № 7 начались работы по демонтажу трамвайных путей. Были демонтированы пути в сторону ЖД вокзала.
25 сентября 2010 года начался демонтаж трамвайных путей в районе Покровского парка в сторону Дальпресса. Одновременно начался демонтаж трамвайных путей в районе Дальпресса.
С 4 июня 2011 года в связи со строительством канализационного коллектора по ул. Борисенко на месте трамвайных путей, закрыт последний трамвайный маршрут № 6. В своём блоге мэр заверил, что после всех работ маршрут продолжит свою работу.
22 июня 2011 года возобновлено движение по трамвайному маршруту № 6 во Владивостоке. Однако его маршрут значительно сократился и составил всего лишь 2,5 км. Трамваи курсировали на участке Минный Городок — Стадион. На остановке «Стадион» было построено временное разворотное кольцо и тупик для отстоя вагонов (поскольку депо на Борисенко оказалось оторвано от маршрута).
9 октября 2012 года владивостокский трамвай отметил своё столетие. В честь знаменательного события силами работников депо был отремонтирован вагон РВЗ-6М2 № 221, организованы праздничные мероприятия. На торжественной встрече мэром города в очередной раз были озвучены планы администрации по восстановлению маршрута № 6 и развитию трамвайного движения. Однако уже в середине октября 2012 администрация Владивостока проиграла иск в арбитражном суде к Примводоканала (организации, выполняющей работы по прокладке канализационного коллектора, и обязующейся восстановить трамвайный маршрут после окончания работ).
Тем не менее, 1 февраля 2013 года начались работы по восстановлению трамвайного маршрута № 6.
2 июля 2013 года был запущен частично восстановленный маршрут № 6 от остановки Минный Городок до остановки Борисенко, с возможностью высадки пассажиров у ворот депо.
30 июня 2014 года открылся восстановленный маршрут № 6 Минный Городок — Сахалинская.
18 июля 2014 года в эфире радио «Лемма» мэр города Игорь Пушкарёв сообщил о возможности появления трамвайной линии на Корабельной набережной, не назвав, впрочем, сроков.
27 сентября 2017 года после обеда трамваи прекратили движение на время в связи с долгом Дальневосточной энергетической компании в 1,67 миллионов рублей.

## Современность
Везде, кроме маршрута Минный городок — Сахалинская, контактный провод и рельсовый путь демонтированы.
По состоянию на 2024 год фрагменты путей сохранились на Верхнепортовой улице (южнее вокзала), остановке "Гайдамак", а также поворот с Луговой улицы на Светланскую.

## Маршруты трамвая

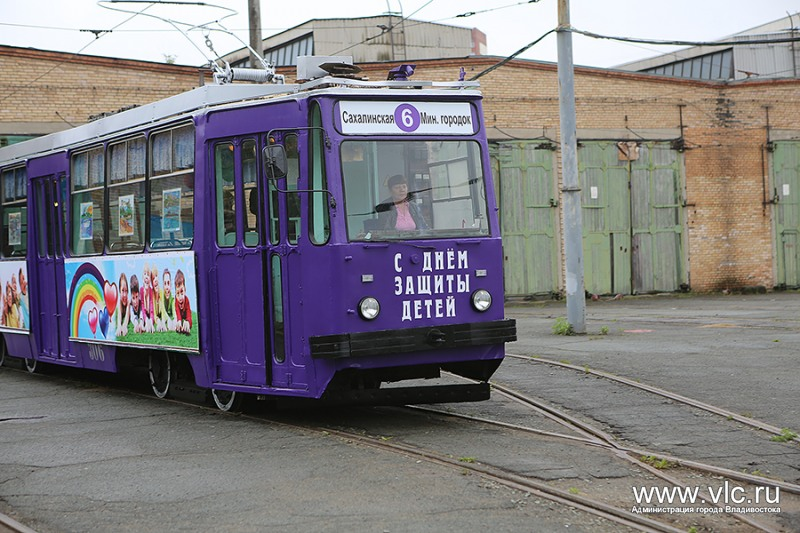
Трамвай ЛМ-93 № 306 на 6 маршруте на территории депо, 2016 год

| Маршруты                             | Время работы                                       | Расписание или интервал движения                                | Выпуск                                     |
| ------------------------------------ | -------------------------------------------------- | --------------------------------------------------------------- | ------------------------------------------ |
| 6 (Ул. Сахалинская - Минный городок) | Будни: С 05:39 до 22:47 Выходные: С 05:35 до 22:23 | Будни: 5-8 минут Выходные: 5-10 минут После 10 вечера: 30 минут | Будни: 8-10 вагонов Выходные: 6-10 вагонов |

### Закрытые маршруты
- Маршрут №1 («Вокзал» — «Луговая ул.»)
- Маршрут №2 («Вокзал» — «3-я Рабочая ул.»)
- Маршрут №3 («Луговая ул.» — «3-я Рабочая ул.»)
- Маршрут №4 («Сахалинская ул.» — «Вокзал» (закрыт 10 июля 2010 года))
- Маршрут №5 («Вокзал» — «Минный городок» (закрыт в 2007 году))
- Маршрут №7 («Вокзал» — «ул. Баляева» (закрыт 26 июля 2009 года))
- Маршрут №8 («Минный городок» — «Луговая ул.»)
- Маршрут №9 («Сахалинская ул.» — «Луговая ул.»)
- Маршрут №10 («Ул. Баляева» — «3-я Рабочая ул.»)

Закрытые трамвайные пути
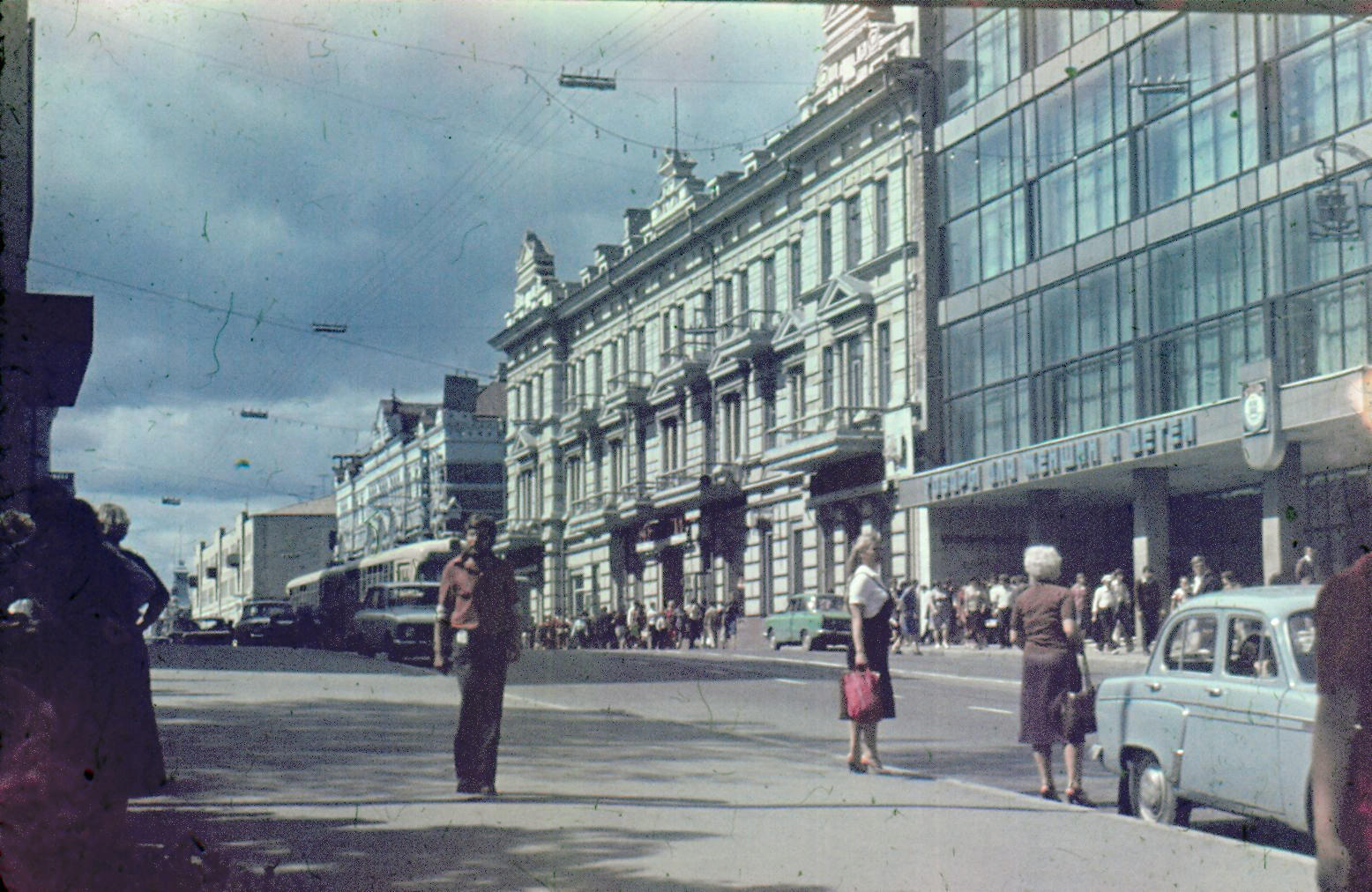
1982 год, Ленинская ул. (ныне Светланская). Два вагона РВЗ-6
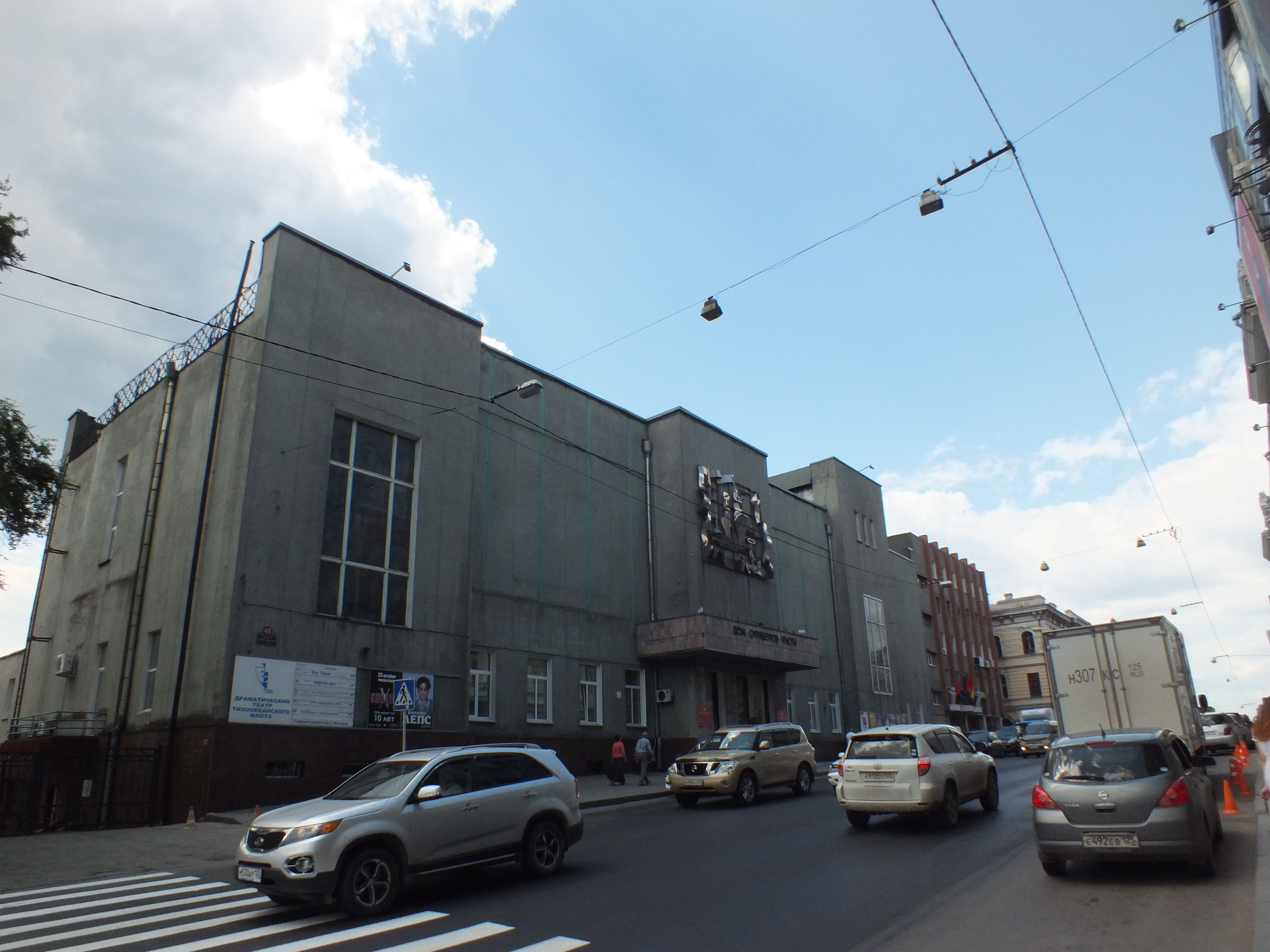
2013 г., Светланская ул. в том же месте у Дома офицеров ТОФ. Рельсы заасфальтированы, контактная сеть снята
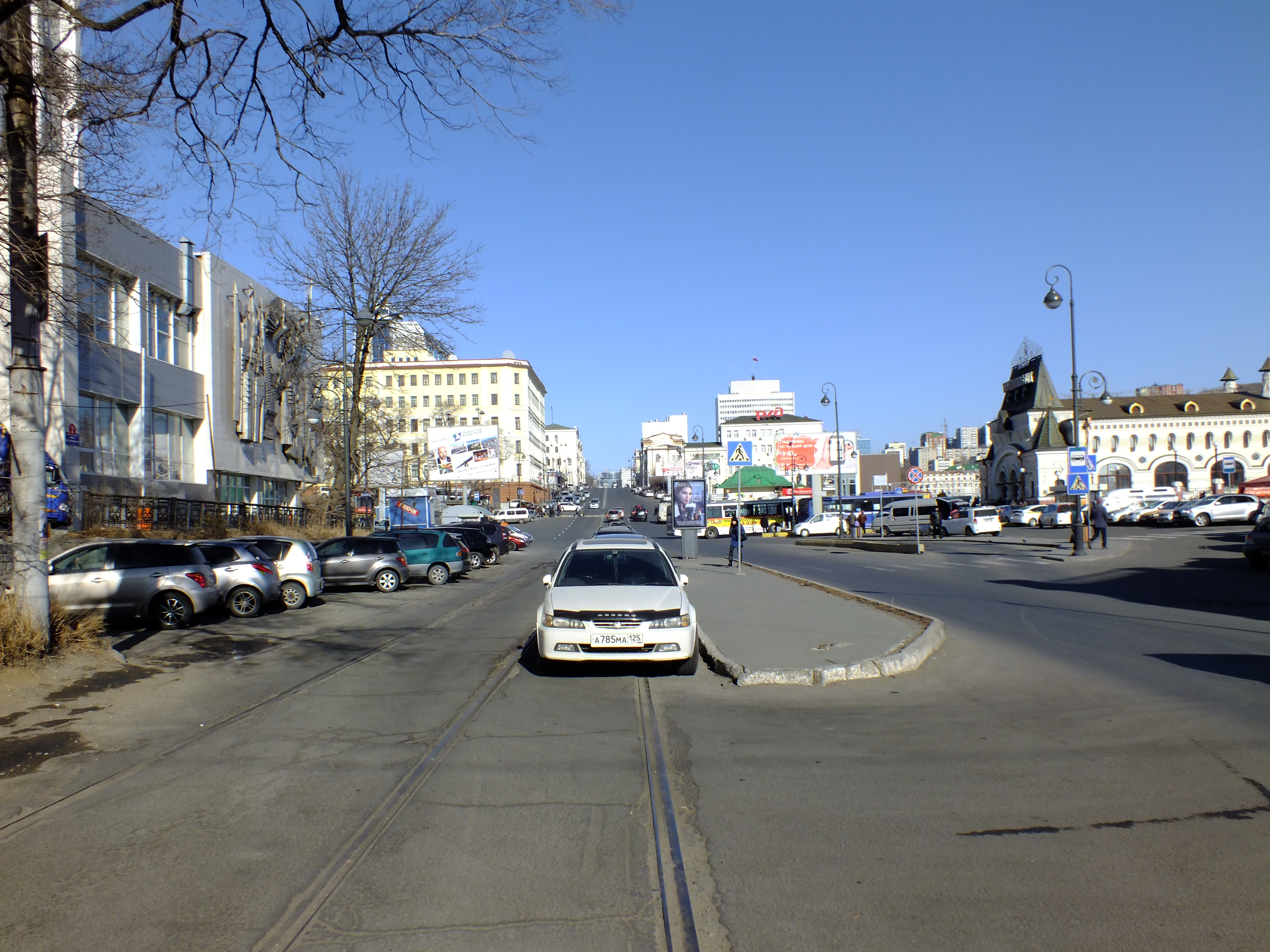
Остатки трамвайных путей в районе железнодорожного вокзала, январь 2016 г.
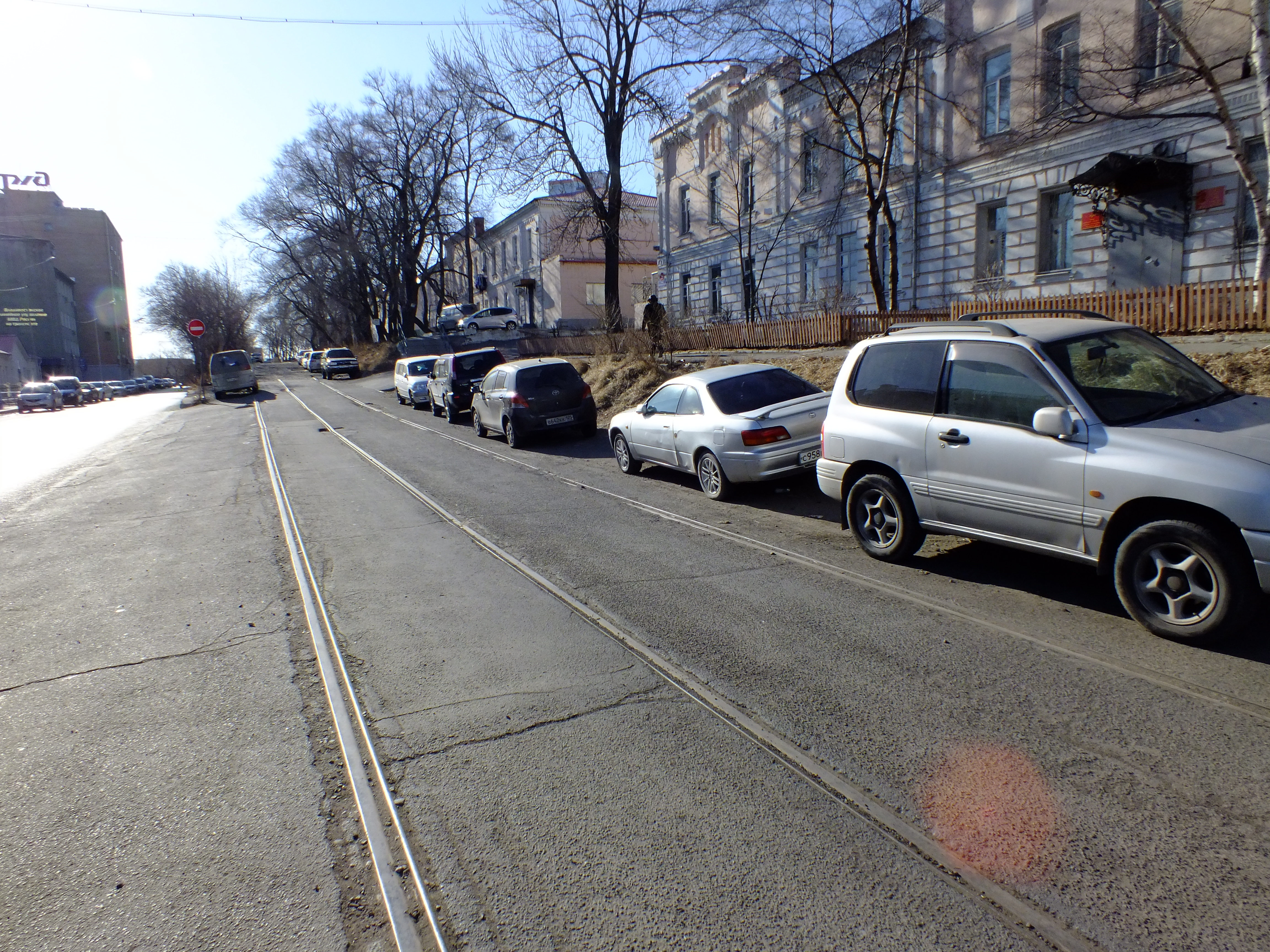
Трамвайный путь у бывшего разворотного кольца в районе железнодорожного вокзала, январь 2016 г.

## Подвижной состав
По состоянию на 2024 год трампарк содержит 15 пассажирских вагонов. В декабре 2019 года в депо прибыли 10 вагонов 71-619К, до этого эксплуатировавшихся в Москве.
Пассажирский ПС:
| Модель   | Фото | Общее количество вагонов/работающих вагонов/музейных вагонов | Бортовые номера эксплуатирующиеся/не эксплуатирующиеся/выведенных из эксплуатации вагонов | Музейные бортовые номера эксплуатирующиеся/не эксплуатирующиеся/выведенных из эксплуатации вагонов |
| -------- | ---- | ------------------------------------------------------------ | ----------------------------------------------------------------------------------------- | -------------------------------------------------------------------------------------------------- |
| 71-605А  |      | 2/2/0                                                        | 293, 312/---/---                                                                          | ---/---/---                                                                                        |
| РВЗ-6М2  |      | 3/0/2                                                        | ---/251/---                                                                               | ---/221, 225/---                                                                                   |
| 71-608К  |      | 1/0/0                                                        | ---/---/318                                                                               | ---/---/---                                                                                        |
| 71-619КС |      | 2/2/0                                                        | 332, 339/---/---                                                                          | ---/---/---                                                                                        |
| 71-619К  |      | 8/7/0                                                        | 330, 333, 334, 335, 336, 337, 338/331/---                                                 | ---/---/---                                                                                        |
| Всего    | -    | 15/11/2                                                      | 11/2/1                                                                                    | 0/2/0                                                                                              |

Служебный ПС:
| Модель       | Фото | Общее количество вагонов/эксплуатирующееся/не эксплуатирующееся вагоны | Бортовые номера эксплуатирующиеся/не эксплуатирующиеся/выведенных из эксплуатации вагоны |
| ------------ | ---- | ---------------------------------------------------------------------- | ---------------------------------------------------------------------------------------- |
| ТК-28А       |      | 1/1/0                                                                  | 03/---/---                                                                               |
| 71-605А      |      | 1/1/0                                                                  | 09/---/---                                                                               |
| РВЗ-6М2      |      | 1/0/1                                                                  | ---/10/---                                                                               |
| ГС-4 (КРТТЗ) |      | 2/2/0                                                                  | 47, 48/---/---                                                                           |
| Всего        | -    | 5/4                                                                    | 4/1/0                                                                                    |

Вагоны, больше не эксплуатируемые в городе:
- Пассажирский ПС:
  - 71-132 (ЛМ-93) (Кроме б/н 319)
  - 71-605 (КТМ-5М3) (Кроме б/н 262)
  - Двухосный моторный вагон (Кроме б/н 20)
  - КТМ-1 (Кроме б/н 34)
  - КТП-1
  - МТВ-82 (Кроме б/н 02)
  - РВЗ (Модификации)
    - 6 (Кроме б/н 01)
    - 6М (Кроме б/н 10, 105, 121)

  - Х (Кроме б/н 35, 61)
- Служебный ПС:
  - 71-605 (КТМ-5М3) (Б/н - 262)
  - Двухосный моторный вагон (Б/н - 20)
  - КТМ-1 (Б/н 34)
  - МТВ-82 (Б/н - 02)
  - РВЗ (Модификации)
    - 6 (Б/н - 01)
    - 6М (Б/н - 10, 105, 121)

  - ВТК-01 (Б/н - б/н)
  - ВТК-24 (Б/н - 49)
  - ГС-1 (Б/н - ГС-1)
  - ГС-4 (ГВРЗ) (Б/н - 46)
  - СВАРТ РТ-2 (Б/н - 40)
  - Сетеизмеритель НТТРЗ (Б/н - 08)
  - Х (Б/н - 35, 61)
- Музейный ПС:
  - 71-132 (ЛМ-93) (Б/н - 319)